# Cosme Renella Barbatto
Cosme Rennella Barbatto (Nápoles, Italia, 15 de febrero de 1890 — Quito, Ecuador, 3 de mayo de 1937) fue un pionero de la aviación ecuatoriana y de otros países de América y un piloto de combate italiano durante la Primera Guerra Mundial, se lo considera el padre de la aviación militar ecuatoriana.

## Nacimiento e infancia
En Ecuador se considera que Cosme Rennella nació en Guayaquil hacia 1891 pero otras fuentes indican que realmente nació en Italia y a los pocos meses de edad sus padres emigraron a Guayaquil, donde se crio como un ecuatoriano más, seguramente su familia usaba el italiano como lenguaje materno en tanto aprendió el español en la escuela y con sus amigos infantiles.

Nació en Secondigliano, Nápoles, Italia, el 15 de febrero de l890 y de un año fue traído a Guayaquil por sus padres legítimos Salvatore Renella Andretta y Enriqueta Barbatto, quienes habían sido llamados por el comerciante Antonio Renella Andretta, asentado en esta plaza comercial donde mantenía un negocio de importaciones y ventas al por mayor. Poco después nacieron aquí en Guayaquil sus hermanas Fortuna y Josefina.(RPP)

Como prueba irrefutable de su lugar de nacimiento Rodolfo Pérez Pimentel indica que el Álbum de Oro de la Aeronáutica italiana se reproduce la Fe de bautizo en Italia.

Su nombre consta en el primer volumen del “Albo D'Oro” de la Aeronáutica italiana, publicado en Roma en l.928 por la Proveeduría General del Estado, donde aparece una reproducción de su Fe de Bautizo en Italia.(RPP)

La pequeña comunidad italiana de Guayaquil se caracterizó por ser empresarios y comerciantes como la familia Rennella, es así que la formación de Cosme estuvo orientada a los negocios y al comercio pero que gustaba del deporte y la cacería.

Realizó los estudios primarios en el Colegio Mercantil del profesor Marco A. Reinoso pero no se graduó de Bachiller por ayudar a su padre en el negocio familiar. Era un simpático muchacho de ojos vivaces, conversación alegre, lleno de vida y con muchas esperanzas, regular estatura, gimnasta por disciplina y aficionadísimo a la cacería, de suerte que cuando se fundó el Club Guayas de Tiro y Aviación en 1911 estuvo entre sus simpatizantes más entusiastas.(RPP)

A Cosme Rennella Barbatto lo suceden su única hija Maríaa Teresa de Coello y sus once nietos los cuales nunca pudo reconocer a pesar de sus varios intentos.

## Subteniente de Reserva
En 1910 fue comisionado como Subteniente de Reserva en el Batallón de Voluntarios "Patria No.1" que fue movilizado hacia la provincia sureña de EL ORO durante la crisis fronteriza con Perú en aquel año. Este hecho demuestra su compromiso y amor para su Patria de crianza.

## Entrenamiento como piloto

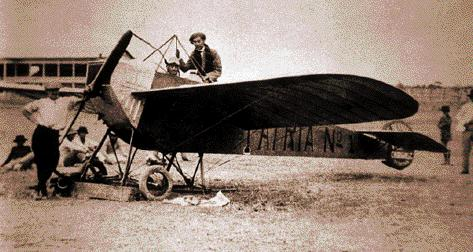
Avión Patria No.1

A pesar de que la era de la aviación había comenzado no hace muchos años, el uso militar del nuevo vehículo era evaluado por varios países, en Ecuador el Club Guayas de Tiro y otras sociedades formaron comités pro aviación. En 1912 el ahora Club Guayas de Tiro y Aviación de Guayaquil financió el viaje de Cosme Renella a Italia para recibir entrenamiento como piloto, seguramente por ser italoparlante. El alumno de piloto Rennella recibió entrenamiento en los campos de Montefiori, Turín perteneciente a la Chiribiri & Co que usaba aviones Newport. Tras cumplir el entrenamiento Cosme Renella se brevetó de piloto el 28 de agosto de 1912 con el número 166.
Continuó su entrenamiento en Francia donde tuvo de instructor al famoso aviador y constructor Louis Blériot; posteriormente en Pisa, Italia, participó en una demostración aérea patrocinado por la empresa Navarro y Valgoi donde obtuvo una copa de plata.
El 5 de diciembre de 1912 cruzó el istmo de Panamá volando un Newport desde Colón a la Ciudad de Panamá. De regreso en Italia el obtuvo su licencia de piloto militar el 28 de julio de 1913 en Mirafiori. Con el apoyo del ""Club Guayas de Tiro y Aviación"" procede a adquirir un avión italiano Chiribiri bautizado Patria No.1 con el que Cosme Renella se convierte en el primer piloto nacional en volar un avión sobre cielo ecuatoriano al realizar una demostración aérea en Guayaquil con fecha 8 de octubre ante una gran multitud que lo aclamó en los campos del Jockey Club de Guayaquil.

El domingo 8 de octubre de 1913, a las tres y media de la tarde, y ante la expectación nerviosa de una enorme multitud, se bendijo el monoplano. Luego, el Gobernador del Guayas, don Carlos Gómez Rendón, representando al Presidente de la República, inauguró el acto histórico. Luego el mecánico dio marcha, mientras Cosme Rennella se subía al aparato. Poco después, en medio de un silencio sepulcral, el motor rugió. La avioneta carreteó por el terreno de hierba y poco después se elevó majestuosamente a una altura de 300 metros. La multitud deliraba de entusiasmo y la banda de guerra del batallón “Guayas”, ejecutaba aires marciales. Quince minutos más tarde el avión aterrizó y Cosme Rennella recibió el aplauso del público y las felicitaciones oficiales. Era la primera vez que se volaba en el Ecuador. El aeroplano fue recibido oficialmente por el “Club Guayas de Tiro y Aviación”.(JRLC)

Posteriormente rompió con sus patrocinadores del Club de Tiro y Aviación e inició un periplo por varios países de América común para los pioneros de la aviación en aquellos años cuando los pilotos eran una mezcla de aventureros y empresarios promotores de la aviación.

Luego de andar de un lado para otro, en Perú, Chile, Argentina y México, fijó su residencia en esta última nación, donde con apoyo del gobierno formó la primera Escuela Militar de Aviación que existió en la república mexicana.

Pero fue por poco tiempo que adiestró a los futuros pilotos mexicanos. Pues había estallado la Primera Guerra Mundial 1914-1918.(JRLC)

## Participación en la PGM

Medalla de Oro al Valor Militar, Reino de Italia

Cuando Italia entró en la guerra en mayo de 1915 Cosme Rennella viajó a Europa para enrolarse en el Corpo Aeronautico Militare y el 15 de septiembre de 1915 fue admitido en la escuela de vuelo de Pisa y una vez más obtuvo su licencia militar el 15 de febrero de 1916.
Con el rango de sargento y el nombre de Cosimo Rennella obtuvo su primera victoria reconocida el 24 de septiembre de 1917, participó en 152 combates aéreos y voló decenas de misiones sobre territorio enemigo, durante toda la guerra reclamó 18 victorias pero solo 7 le fueron confirmadas, además de un derribo compartido con el capitán Antonio Riva, suficiente para ser reconocido como As y escribir su nombre en la historia del Corpo Aeronautico Militare en el ranking 10.º por el número de derribos confirmados.

Fue condecorado por los gobiernos de Italia, Francia y Bélgica, por sus acciones contra el enemigo, y su nombre se parangonaba con los ases italianos del aire: Baracca, Scaroni, Piccio, Cerrutti y el famoso y legendario Elia Liut, quien vendría al Ecuador para realizar el histórico vuelo trasandino Guayaquil-Cuenca a bordo de un aeroplano que se llamó ""El Telégrafo I"", famoso vuelo apoyado por el decano de la prensa ecuatoriana.(JRLC)

Escuadrillas en las que voló: 31a, 32a, 45a, 48a, 78a
| Itm | Fecha              | Unidad | Avión   | Oponente       | Localización |
| 1   | 24 Sep 1917        | 78a    | ?       | Scout          | Zagorje      |
| 2   | 21 nov 1917        | 78a    | ?       | Scout          | Mosniga      |
| 3   | 14 ene 1918        | 78a    | ?       | EA             | Monte Grappa |
| 4   | 15 ene 1918        | 78a    | ?       | EA             | Arsiè        |
| 5   | 17 de mayo de 1918 | 78a    | ?       | Two-seater     | Maserada     |
| u/c | 1 de mayo de 1918  | 78a    | Hanriot | EA 1           | Cimadolmo    |
| 6   | 30 de mayo de 1918 | 78a    | ?       | Albatros D.III | Lovadina     |
| 7   | 31 ago 1918        | 78a    | ?       | EA             | Mandre       |

Recibió la Medaglia al Valore Militare varias veces: una de oro, dos de plata y cuatro de bronce.
Después de la guerra el ya veterano piloto de combate retornó a América a su vida de aventurero y promotor de la aviación militar, pero no regresó solo, el gobierno italiano como recompensa dio a cada As italiano un avión de combate sobrante, Rennella obtuvo un Hanriot HD1, modelo de avión que está íntimamente ligado a la memoria de este pionero de la aviación iberoamericana, además adquirió un Caudron G.3 por el precio de 500 liras y en febrero de 1920 llegó a Venezuela con su pequeña flota para continuar su periplo de aventuras.

## Renella por Venezuela
A Venezuela llegó contratado por el empresario Eloy Pérez para hacer espectáculos aéreos, así arribó a Caracas a principios de febrero de 1920 con su propia flota aérea compuesta de un Hanriot HD.1, un Caudron G.3 y un SAML S.2 teniendo como pilotos a Luis Venditte, Villa y completaban el equipo dos mecánicos.
Las primeras demostraciones las realizó en el hipódromo "El Paraíso" de Caracas el 27 de febrero de 1920, el 28 de febrero arribó a Maracay, y el 1 de marzo se presentó en San Juan de los Morros y retornó el 6 de marzo a Caracas. Durante su estadía en San Juan de los Morros conoció al Presidente Juan Vicente Gómez a quien le comentó el papel de la aviación en la Gran Guerra. Entonces el presidente Gómez decide comprar la pequeña flota a Rennella, estos fueron los primeros aviones de la Fuerza Aérea de Venezuela.

Otro factor que sé podría tomar en cuenta fue la finalización de la Primera Guerra Mundial, en donde la aviación comenzó a dar los primeros pasos como un arma de guerra. Pero el mayor estímulo lo presentó, el entusiasmo que hizo despertar el Tte.(Av.) italiano Cosme Rennella, al volar por primera vez sobre Maracay a bordo de un Hanriot HD-1 el 28 de febrero de 1920, Ciudad donde residía el general Juan Vicente Gómez Presidente de la República, después que había sobrevolado Maracay el teniente Rennella se dirigió hacia San Juan de lo Morros donde se encontraba el general Gómez temperando en los baños termales de aquella población.

Después de realizar varios pasajes sobre ese lugar, aterrizó en un campo cerca de la ciudad y de inmediato fue llevado a la presencia del Presidente, el cual lo invitó a hacerle compañía como huésped de honor. Frecuentemente se le veía hablando sobre los adelantos de la aeronáutica y el General Gómez se estimuló tanto con aquellas conversaciones, que a los pocos días ordenó la publicación del Decreto para la creación de la Escuela de Aviación Militar (E.A.M).

En este punto los historiadores venezolanos dan por terminada la incidencia de Cosme Rennella en la historia aeronáutica de su país, en contraste el historiador ecuatoriano José Roberto Leví Castillo sugiere que la permanencia de Cosme Rennella en Venezuela fue de varios años siendo instructor y piloto privado del Presidente Gómez.

## El Telégrafo I

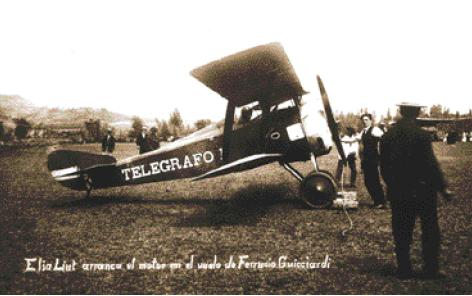
El Telégrafo I, un Hanriot HD1 que se conserva hasta la fecha

Sin duda ningún avión está más ligado a los albores de la aviación militar ecuatoriana que el “Telégrafo I”, este avión un biplano Macchi Hanriot HD1, quizá veterano de la Gran Guerra, fue adquirido por el Sr. Don José Abel Castillo, Director del Diario El Telégrafo de Guayaquil, uno de los más antiguos de Sudamérica, con el propósito de incentivar la aviación en el Ecuador.
Piloteado por el italiano Elia Liut el “Telégrafo I” voló sobre Guayaquil el sábado 8 de agosto de 1920 en presencia de las principales autoridades civiles y militares de Ecuador, incluido el presidente electo Dr. José Luis Tamayo que meses después firmaría el decreto de creación de las escuelas militares de aviación de Quito y Guayaquil, el 27 de octubre de 1920, fecha que se adoptó como de nacimiento de la institución que actualmente se conoce como Fuerza Aérea del Ecuador.
El anhelo se concretó con la construcción del aeródromo El Cóndor en Durán y la inauguración del primer curso de Aviación el 12 de julio de 1921, esta escuela contó eventualmente entre sus activo de vuelo al "Telégrafo I" que fue donado por su propietario después de varios “raids” que lo llevaron a Colombia donde sufrió uno de sus varios crash-landing.

El 25 de julio (1922) llegó al puerto de Guayaquil, procedente de Colombia en el vapor Ucayali, el Macchi Hanriot HD.1 TELÉGRAFO I, donado al Estado por Dn. José Abel Castillo. Este avión, a su arribo a Durán, tuvo que ser reparado totalmente, cambiándole desde el motor hasta el entelado de las alas y el fuselaje. Con éste, fueron seis las máquinas a disposición de los alumnos de la Escuela de Aviación EL CÓNDOR.(HIFAE)

En 1924 el verdadero trotamundos que era Cosme Rennella regresa a Ecuador donde inmediatamente es bienvenido y enrolado en la incipiente aviación militar con el rango de Capitán y además como instructor de la Escuela de Aviación El Cóndor.

A fines de octubre de 1924, se incorpora a la Escuela el capitán Cosme Rennella, quien, después de cumplir como asesor militar en la aviación venezolana, venía de especializarse en la Escuela de Aviación de Pau, Francia. Rennella intenta repetir la hazaña que Elia Liut había realizado cuatro años antes y el 16 de noviembre de 1924 se elevó nuevamente en el mismo Macchi Hanriot HD.1 pero debido al mal tiempo, luego de volar entre las nubes, sin visibilidad, se perdió en la ruta durante tres horas y veinte minutos.

Al consumir su carburante se vio obligado a descender en predios de la hacienda La Tina, en el Departamento de Piura, en el Perú. Auxiliado por sus propietarios, quienes le facilitaron el combustible, espera a que mejore el tiempo y voló hasta Macará.
El 5 de diciembre cubrió el trayecto entre Macará y Loja y el día 26 realiza el vuelo desde Loja a Cuenca, descendiendo en la hacienda Jericó, en el mismo lugar en que había aterrizado Liut.
Desgraciadamente al aterrizar, una súbita racha de viento levanta de lado al avión y se destruyen sus alas. El célebre Telégrafo I, que tuvo su primera cita con la gloria en ese mismo campo de aviación de Jericó, terminó destrozado en el mismo lugar.

Los restos del biplano fueron transportados a lomo de mula hasta Huigra, allí se lo embarcó en el Ferrocarril del Sur y se lo llevó a Durán, en donde lo repararon en forma total pero, por ya estar muy anticuado, fue dado de baja y llevado a Quito al Parque Militar, en donde se lo guardó en una de sus bodegas hasta que, cuarenta y cuatro años más tarde, se lo restauró y pasó al Museo del Colegio Militar Eloy Alfaro. Años después fue trasladado al Museo Aeronáutico de la Fuerza Aérea Ecuatoriana, en donde actualmente se encuentra en exhibición permanente.(HIFAE)

## Últimos años y muerte
Cosme Rennella, un hombre optimista y alegre, siguió dedicado a su oficio de piloto en los últimos años de su vida y contribuyó enormemente al desarrollo de la aviación militar y comercial en Ecuador, a veces comisionado como piloto militar e instructor, otras tantas como piloto comercial y postal, considerado el decano de los pilotos ecuatorianos disfrutó del respeto de sus compatriotas y camaradas de armas, fue ascendido eventualmente al Rango de teniente coronel de Aviación el 25 de diciembre de 1936.

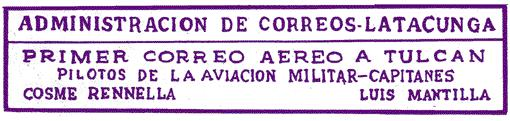
Sello Postal Correo Latacunga-Tulcan

Muere en la ciudad de Quito, a causa de una peritonitis, el 3 de marzo de 1937 y fue sepultado con honores militares reservados para los héroes nacionales, sus restos reposan en el Mausoleo de la Fuerza Aérea Ecuatoriana en el Cementerio del Batán de Quito.

Nuestro veterano aviador y líder, Mayor Cosme Rennella, había viajado a EEUU el 30 de junio de 1936 a una reunión de Ases de la Primera Guerra Mundial en Dayton, Ohio. Fue uno de los pocos representantes latinoamericanos presentes en dicho evento, y de vuelta en nuestro país vio con agrado el nivel del nuevo curso de pilotaje y fue ascendido a Teniente Coronel el 25 de diciembre. Sin embargo, súbitamente cayó gravemente enfermo, los facultativos del Hospital Militar no lograron su recuperación y Rennella falleció, en medio del pesar general, el tercer día de marzo de 1937. En su funeral se le rindieron todos los honores militares de estilo, merecedores de un héroe nacional.(HIFAE)

El 15 de octubre de 1971, mediante decreto ejecutivo y en su honor se distingue a la Escuela Militar de Aviación con el nombre de Cosme Rennella Barbatto para perennizar su legado entre las futuras generaciones de pilotos militares del Ecuador.

“JOSÉ MARÍA VELASCO IBARRA, PRESIDENTE DE LA REPÚBLICA, CONSIDERANDO:

Que la Escuela Militar de Aviación fue creada mediante Decreto Legislativo de 27 de octubre de 1920, con el propósito de formar a los futuros oficiales de la Fuerza Aérea Ecuatoriana;.-
Que es deber del Estado honrar la memoria de los pioneros de la Aviación Militar del País, a fin de perpetuar su nombre como ejemplo de sacrificio y abnegación, para las futuras generaciones de oficiales de la Fuerza Aérea;.-
Que es necesario, por lo mismo, dar una nueva orientación a dicho Instituto Militar, en base de conocimiento técnico - profesional de nivel superior, a fin de propender al desarrollo de la Institución y por consiguiente al del País;.- 
En uso de las facultades de que se halla investido; y,.- A pedido del Ministerio de Defensa Nacional.-
DECRETA:
Art. 1. - La Escuela Militar de Aviación que funciona en la ciudad de Salinas, provincia del Guayas, constitúyese en Escuela Militar de Aviación con el nombre de “ Cosme Rennella Barbatto “, en honor al máximo pionero de la Aviación Militar Ecuatoriana.-
Art. 2. – La educación de bachilleres que ingresen como cadetes a la Escuela Militar de Aviación corresponderán a los dos primeros cursos de las Facultades de Ciencias Físico Matemáticas y de Administración de las Universidades del País; en tal virtud, dichos Establecimientos reconocerán los estudios académicos efectuados por los cadetes en los cursos militares, quienes podrán continuar sus estudios en cualquier Universidad o Establecimientos de Educación Superior, una vez que hayan aprobado el curso correspondiente, en base de los programas de estudio y de conformidad con lo dispuesto en el Artículo 62 de la Ley de Educación Superior.-
Art. 3. - El Reglamento de Régimen Interno que se expedirá dentro del plazo de sesenta días, a partir de la vigencia de este Decreto, determinará la organización y funcionamiento del referido Instituto.-
Art. 4. - El personal necesario para el cumplimiento de las funciones de la Escuela Militar de Aviación “ Cosme Rennella Barbatto “, se establecerá en el Orgánico de la Fuerza Aérea.-
Art. 5. - Las disposiciones de este Decreto prevalecerán sobre las especiales, generales y reglamentarias que se le opongan y entrarán en vigencia a partir de esta fecha, sin perjuicio de su publicación en el Registro Oficial.-
Art. 6. - De la ejecución del presente Decreto encargase a los señores Ministros de Defensa Nacional y de Educación Pública.-
Dado en el Palacio Nacional, el 15 de octubre de 1971, -
F) J.M. Velasco Ibarra, Presidente de la República del Ecuador.- 
f.) Luis E. Robles Plaza, Ministro de Defensa Nacional.- 
f.) Francisco Jaramillo, Ministro de Educación Pública.- Es copia.- Lo certifico.- 
f.) Francisco Díaz Garaicoa, Secretario General de la Administración Pública.”(HIFAE)